# An-Najaf (province)
La province d'An-Nadjaf est une des 19 provinces d'Irak.
Avant 1976, la province était une partie de la province de Diwaniya, qui comprenait aussi les deux provinces actuelles d'Al-Muthanna et d'Al-Qadisiyya.

## Géographie
La population de cette région est essentiellement arabe et de religion musulmane chiite.

### Districts
| District     |          | Capitale |        |
| ------------ | -------- | -------- | ------ |
| Al-Nadjaf    | النجف    | Nadjaf   | النجف  |
| Al-Kufa      | الكوفة   | Koufa    | الكوفة |
| Al-Manadhara | المناذرة | Al-Hira  | الحيرة |